# Красне (гміна Рейовець-Фабричний)
Красне (пол. Krasne) — село в Польщі, у гміні Рейовець-Фабричний Холмського повіту Люблінського воєводства. Населення — 523 особи (2011).

## Історія
1564 року вперше згадується православна церква в селі.
За даними етнографічної експедиції 1869—1870 років під керівництвом Павла Чубинського, у селі здебільшого проживали українськомовні греко-католики, меншою мірою — польськомовні римо-католики.
У міжвоєнні 1918—1939 роки польська влада в рамках великої акції руйнування українських храмів на Холмщині і Підляшші знищила місцеву православну церкву.
У 1975—1998 роках село належало до Холмського воєводства.

## Населення
Демографічна структура станом на 31 березня 2011 року:
|          | Загалом | Допрацездатний вік | Працездатний вік | Постпрацездатний вік |
| -------- | ------- | ------------------ | ---------------- | -------------------- |
| Чоловіки | 247     | 44                 | 177              | 26                   |
| Жінки    | 276     | 45                 | 165              | 66                   |
| Разом    | 523     | 89                 | 342              | 92                   |